# Frédéric Ferrer
Pour les articles homonymes, voir Frédéric Ferrer (metteur en scène) et Ferrer.
Frédéric Ferrer est un journaliste et animateur de télévision et de radio d'origine provençale, né à Istres.

## Carrière
Frédéric Ferrer est diplômé de l'ESCP Business School (Grande Ecole et Mastère Médias)
Il enseigne au MSc Médias de l’ESCP Business School depuis plus de 20 ans.
Il commence sa carrière sur Europe 2 où il anime de nombreuses sessions.
Il est porte-parole du jury français, en duo avec Marie Myriam lors du Concours Eurovision de la chanson 1997 diffusé sur France 2[réf. nécessaire].
Frédéric Ferrer officie sur la tranche matinale de RFM, puis de 16 h à 19 h sur cette même station, avant de rejoindre RTL pour animer "Stop ou Encore" et M6 en janvier 2003 où il anime l'émission de téléachat Achats et cie les mercredis et samedis de 9h à 10h. Puis toujours sur M6, il assure la présentation de Star Six Music et Absolument Stars le dimanche jusqu'à fin 2009.
À partir de septembre 2008, Frédéric Ferrer est l'animateur de la matinale à la radio Chérie FM de 5 h 30 à 9 h jusqu'en juin 2011.
Depuis 2018, il anime sur RMC des chroniques et des événements comme les cérémonies "Les Trophées PME"
Pendant la campagne présidentielle de 2012, Frédéric Ferrer lance son concept "Des Chiffres et des Êtres" dans Paris-Match qu'il adapte ensuite sur Europe 1 en 2013. De nombreuses personnalités répondent à ces questions, avec comme principe: un chiffre, une anecdote.
Le concept est également considéré par TF1 pour un format télévisuel.
Frédéric Ferrer est également directeur de la communication du groupe Ricard de 2007 à 2009[réf. nécessaire].
En 2023, à Tahiti, Frédéric Ferrer anime la conférence « Perspectives Économiques » organisée par la CCISM, avec Jean-Pierre Raffarin. https://www.tahitipeople.com/raffarin-2023
Depuis 2014, Frédéric Ferrer anime le colloque « Dirigeants en Pays d’Avignon », qui réunit des personnalités du monde de l’entreprise et de la culture, pour évoquer les grands enjeux du management. Un événement annuel organisé par le Groupe Igensia Éducation https://dpa.igensia-education.fr/programme
En 2025, Frédéric Ferrer anime la grande soirée célébrant les 35 ans du MSc Médias  de l’ESCP Business School, et le débat entre Nicolas de Tavernost, Bruno Patino et Michèle Benzeno. 